# 凝固
凝固（ぎょうこ、英: solidification, freezing）とは、物理、化学で液体が固体になるプロセスのこと。
相転移の一つ。融解と反対の意味を示す。また、凝固が起こる温度を凝固点と呼ぶ。水の場合は氷結と言う言い方のほうが一般的である。純粋に温度変化によって固体に変化することを凍結と言う。ヘリウムを除く全ての液体が凍結することが知られており、絶対零度下でも凍結しないものは高圧をかけなければ凍結しない。多くの物体では凝固点と融点が同じ温度であるが、物によっては差が生じ、寒天は85度でとけだし、40度から31度で固まる。
化学変化によってコロイド溶液がゲル化するなどして固化することや、タンパク質のコロイド溶液が凝集したり熱変性によって固まることなども凝固と呼ばれる。揚げ油を廃棄の為にゲル化剤を用いて固体にすることや、牛乳にレモンを入れるとタンパク質が沈殿することがこのことにあたる。

## 結晶化

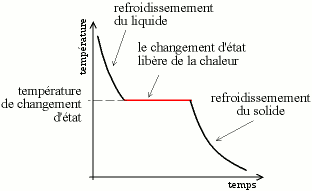
凝固点で温度が保たれる様子

多くの液体は同質の液体から結晶性固体を形成、結晶化し凝固する。
これは熱力学第一法則の相転移であり、熱伝導性の悪い空気によって断熱された閉じた系において、固体と液体が共存して存在する場合、固体になるときに放出される凝固熱によって凝固点で温度が一定に保たれる。完全に固体相のみになると再び系の温度は低下していく。
結晶化は主に「核形成」と「結晶成長」の二つの過程からなる。核形成は、数ナノメートル程度の大きさのクラスターを作る段階である。 結晶成長は核形成後の核から結晶が成長していく段階である。

## 過冷却

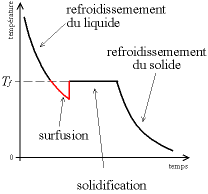
過冷却、固化が起きると温度が凝固点で一定になる

熱力学の第二法則にもかかわらず、純粋な液体の結晶化には、均質核生成 の高い活性化エネルギーを超える必要があるため、一度凝固点より低い温度になる。これを過冷却と呼ぶ。
この状態は固体と液体との境界面の構造である。外部の温度が低いと、中心となる部分のエネルギーを外部に開放するだけの表面エネルギーをまかなえず凝結は前進しなくなる。この場合安定凝結になるためには充分なエネルギーを供給できるほど低温であるか、外部からの刺激要因がないと凝固がはじまらない。それらの要因として、固体、不純気体、固体の結晶化前、その他の凝縮のようなものの表面での不規則の存在によって、雑多な凝縮が起こるかもしれず、何らかのエネルギーが解放され部分的な境界面の破壊が起こると、そこから表面エネルギーを得て過冷却が起こる点は融解点に近くなる。
水の標準気圧での融解点は0℃付近であり、一般的には凝固点もそれに非常に近い、しかし核生成されてない水では-40℃付近までは過冷却させられる。高気圧下（2000気圧）では-70℃付近まで過冷却が可能である。

## ガラス化
硝子やグリセロールなどの一定の物質は結晶化なしに硬質化する。これをガラス化と呼び、このようなプロセスで生成される物体は非晶質固体と呼ばれる。
無定形の物体はポリマー物体と同様に上手く凝固点で凝固できず、特定の温度で急激に変化することはない。その代わり融点付近の温度範囲で粘弾性の特徴である緩やかな変質をおこなう。これらの物体はガラス転移点で特徴付けられ、変異点に節がなく緩やかなS字を描く。